# Paegan Terrorism Tactics
Paegan Terrorism Tactics – drugi album amerykańskiej sludge metalowej grupy Acid Bath. Był to ich ostatni album przed rozpadem zespołu w 1997 roku z powodu śmierci basisty Audie Pitre.
Album powstał podczas trasy koncertowej. Słowo "paegan" z dodatkową literą "e" w tytule albumu nawiązuje do języka staroangielskiego.
Na okładce albumu widnieje obraz namalowany przez dra Jacka Kevorkiana. Z powodu kontrowersji wokół dzieła Kevorkiana, album Paegan Terrorism Tactics był zakazany w Australii. Zakaz ten został później zniesiony.

## Opis
Teksty do tego albumu są poetyckie i wciąż oddają mroczny nastrój Daxa Riggsa. "Paegan Love Song", według Daxa, nawiązuje do czasów gdy grupa dotarła na plażę na Florydzie, gdzie pewni ludzie zaoferowali im deliriant zwany Angel's Trumpets. Dax przyznał, że odurzenie substancją psychoaktywną trwało wiele dni, a pierwszy wers pierwszego utworu na płycie, "dying felt so goddamn good today", odnosi się do członków zespołu którzy budząc się majaczyli. "Eating dead flowers bleeding in a strange daze" wśród kolejnych wersów w odniesieniu do piosenki oznacza doświadczenie budzenia się na plaży z tym pozornie dziwnym staniem nietrzeźwości. W Double Live Bootleg! DVD (2002) grupa przedstawia swoje utwory mówiąc "Rock 'N' Roll makes the world go 'round, drinking fucking beer and smoking pot! This is Paegan Love Song." "Graveflower" zawiera solo gitarowe, które w dużym stopniu wykorzystuje drone. "13 Fingers" i "New Corpse" są eksperymentami z black metalem. Sammy Duet jest współautorem tekstów do "Diäb Soulé" i "New Corpse". "Diäb Soulé" jest Cajun French dla "pijanego diabła." The liner notes present Sammy Duet as Sammy "Pierre" Duet, which is a nickname Dax gave him because a historical witch was named Sammy Pierre Duet. The poem/hidden track "Ode of the Paegan" is sometimes cited or referred to as "The Beautiful Downgrade" and appear as such in Dax's poetry books. The hidden track along with the track "Old Skin" make up the two spoken word poems on the album. While in Mexico, the band took a reverse negative photo of the head of a decapitated animal and originally intended on using that as the album cover. They later decided on Kevorkian's artwork. The initial artwork can be found on various sites on the internet.

## Lista Utworów
1. Paegan Love Song 5:40
2. Bleed Me an Ocean 6:15
3. Graveflower 6:07
4. Diäb Soulé 4:34
5. Locust Spawning 4:40
6. Old Skin 1:11
7. New Death Sensation 6:44
8. Venus Blue 4:42
9. 13 Fingers 4:10
10. New Corpse 3:22
11. Dead Girl 7:23
12. The Beautiful Downgrade (Hidden Track) 1:39

## Twórcy

### Acid Bath
- Dax Riggs – wokal
- Mike Sanchez – gitara
- Sammy "Pierre" Duet – gitara, wokal dodatkowy
- Audie Pitre – gitara basowa, wokal dodatkowy
- Jimmy Kyle – perkusja

### Producenci
- Keith Falgout – Producent
- Matt "Heavy" Akin – Asystent
- Spice – Próby, Stażysta
- Chris Robinson – Stażysta
- John "Feedback" Gilmore – Stażysta
- Jimmy Kyle – Fotograf